# Amjad Khan (squash)
Pour les articles homonymes, voir Khan (homonymie) et Amjad Khan.
Amjad Khan, né le 25 février 1980 à Peshawar, est un joueur professionnel de squash représentant le Pakistan. Il atteint en octobre 1999 la 12e place mondiale sur le circuit international, son meilleur classement. 
Il est médaille d'argent aux Jeux asiatiques 2018.